# Koszmosz–260
Koszmosz–260 (oroszul: Космос–260) Koszmosz műhold, a szovjet műszeres műhold-sorozat tagja. Távközlési műhold.

## Küldetés
A Molnyija távközlési műhold továbbfejlesztett berendezéseinek technikai próbáját végezte, a földi Orbita-rendszer közreműködésével. A távközlési műholdak olyan űregységek, melyek célja a telekommunikáció segítése rádió- és mikrohullámú frekvenciák használatával.

## Jellemzői
1968. december 16-án a Bajkonuri űrrepülőtér indítóállomásról modernizált Molnyija–M (GRAU-kódja:8K78M) hordozórakétával állították Föld körüli pályára. Az orbitális egység pályája 712,4perces, 64,9 fokos hajlásszögű, elliptikus pálya perigeuma 518 kilométer, apogeuma 39 570 kilométer volt. Hasznos tömege 1750 kilogramm.
A Koszmosz–174 műhold programját folytatta. A sorozat felépítését, szerkezetét, alapvető fedélzeti rendszereit tekintve egységesített, szabványosított űreszköz. Áramforrása kémiai, illetve a körkörösen elhelyezett 8 napelemtábla-energia hasznosításának kombinációja (kémiai akkumulátorok, napelemes energiaellátás – földárnyékban puffer-akkumulátorokkal).
1973. július 9-én 1666 napos szolgálati idő után belépett a légkörbe és megsemmisült.